# 瑠沢るか
瑠沢 るか（るさわ るか、7月5日生）は、漫画家。2007年5月よりペンネームをるかぽんに変更した。代表作は『パソトラ』。
元々は同人界隈で活動していたが、キルタイムコミュニケーションから発行されていたマニア向け自作パソコン雑誌「PC-DIY」（2004年3月休刊）の編集者に見込まれ、女性が自作パソコンを製作していく過程で実体験したトラブルを面白おかしくまとめたマンガ『パソコントラブルまんが』を執筆、漫画家として本格的に活動し始める。
『パソコントラブルまんが』は、単行本化されるにあたって『パソトラ』と命名される。PC-DIYでも人気コーナーであった『パソコントラブルまんが』であったが、実体験マンガであったがゆえに、作者自身のスキルアップや自作パソコンにおけるトラブルの減少によって、実際に起きるトラブルが少なくなってきたことなどによってマンガ連載が終了となる。
PC-DIYにおける連載が終了した後も、『パソコントラブルまんが』は同人誌の形態で2冊ほど出し、区切りをつけている。他に、PC-DIY編集部と協力して編集制作を行ったPCパーツメーカー「日本ギガバイト」の小冊子においてデビューしたマスコットキャラクター「ギガバイ子」ちゃんの作者として、一部自作PCユーザーから高い人気を誇る。
2006年は出産のため活動を休止していた(公式サイトより)。2007年より4コマ漫画誌に連載を持ち活動を再開している。

## 作品リスト
- パソトラ
- 織田家の人々
- ドキドキチュートリアル(芳文社「まんがタイム」掲載)
- マンガ入門シリーズ 家電のお買いもの!（飛鳥新社）
- ガジェット愛がとまらない（スタパ斎藤共著、メディアファクトリー）